# Labotski prelom
Labotski prelom (tudi Pöls-Lavanttalski prelom) je potresno aktivni prelom, ki se razteza od Avstrije na severu do Slovenije na jugu. Prelom leži na poti SSZ-JJV in kaže desne zdrsne premike. V južnem delu Lavanttalski prelom izpodriva periadriatska prelomna cona ter Balatonski prelom. Premiki vzdolž preloma so pripeljali do nastanka Fohnsdorfskega in Lavanttalskega bazena. Premiki vzdolž Labotskega preloma na merilnicah na Uršlji gori, Lubeli in na Veliki Kopi kažejo na desnozmične premike v velikosti 0,5–1 mm/leto,